# Camino de Santiago de Puerto de Sagunto
El Camino de Santiago del Puerto de Sagunto es una ruta Jacobea que parte desde la zona portuaria de la ciudad de Sagunto, y discurriendo a través de las provincias de Valencia, Teruel, Zaragoza y Soria a lo largo de sus 394,89 kilómetros de trazado, en 17 Etapas, se une al conocido como Camino Castellano Aragonés en Soria (también conocido como Ruta Jacobea de Soria, Camino Castellano-Aragonés, Camino Soriano-Aragonés o Camino Soriano de Santiago)  en la localidad de Tozalmoro provincia de Soria.
La Ruta Jacobea de Soria es una alternativa al Camino de Santiago del Ebro, empleada por muchos peregrinos que en Gallur optan por desviarse hacia el oeste, pasando por Soria y alcanzando el Camino de la Lana muy cerca de Santo Domingo de Silos, en la localidad de Mamolar, provincia de Burgos. Desde Tazalmoro a Mamolar, los peregrinos del Camino de Santiago de Puerto de Sagunto transitarán en varias etapas a lo largo de 115 kilómetros aproximadamente a través de las provincias de Soria y Burgos.
Desde Mamolar, siguiendo la Ruta de la Lana, continuarán en varias etapas a lo largo de 65 kilómetros hasta llegar a la ciudad de Burgos, donde se incorporarán a la gran ruta jacobea del Camino de Santiago Francés. De Burgos a Santiago de Compostela, los que partieron desde el Puerto de Sagunto, tendrán todavía que cubrir alrededor de 20 etapas (según las posibles variantes elegidas), a lo largo de unos 481 kilómetros. 
En total, desde el Puerto de Sagunto a Santiago de Compostela por esta ruta hay 1.055 km para transitar a pie, a caballo o en bicicleta.

## Historia

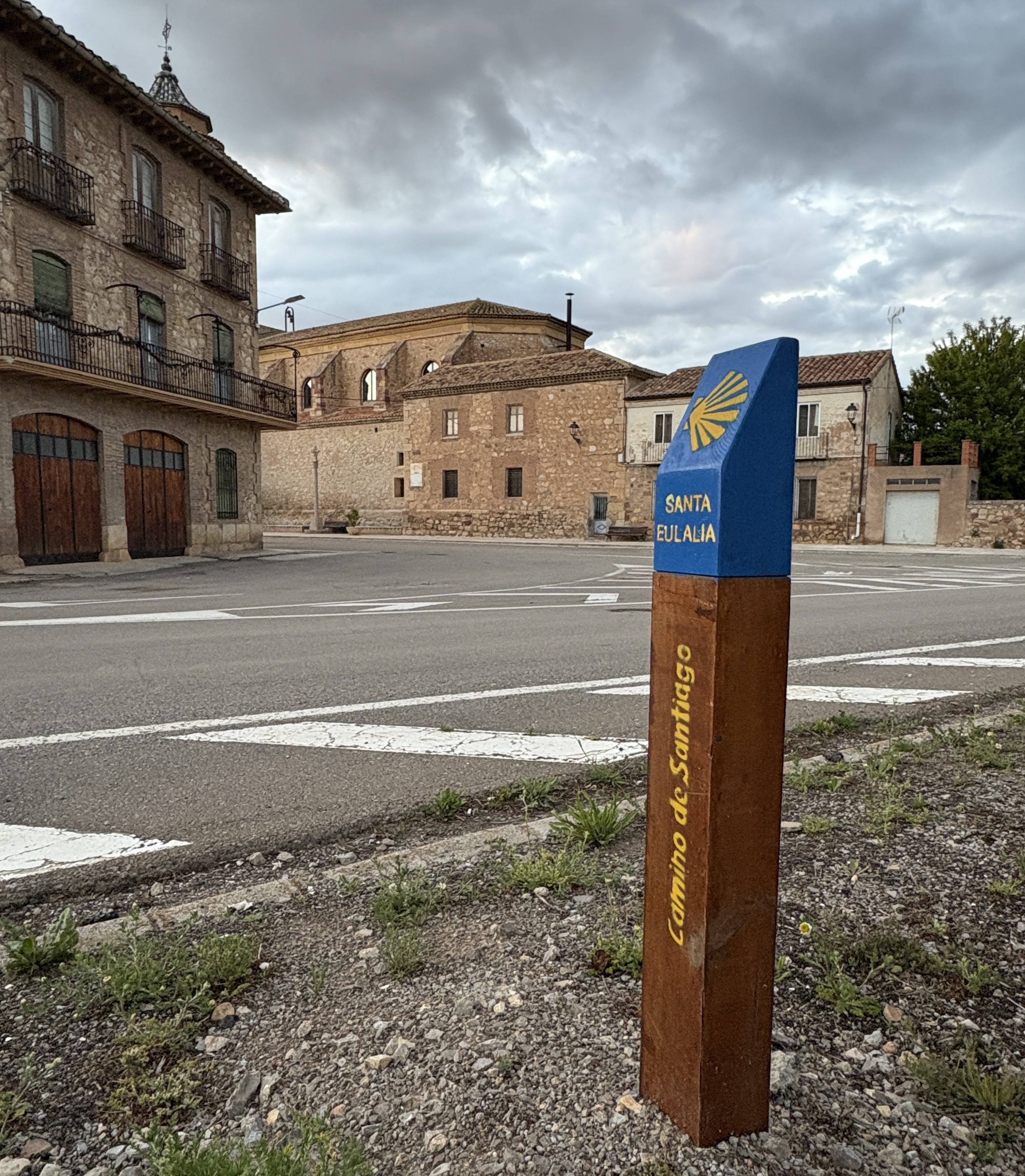
Señalización del Camino de Santiago del Puerto de Sagunto, a su paso por Santa Eulalia del Campo (Teruel). La Iglesia de la inmaculada al fondo.

El origen de esta ruta se remonta supuestamente al siglo XIII, y tiene que ver con la gran cantidad de peregrinos italianos (romanos) que se dirijían a Compostela y entraban a Hispania por el puerto de Saguntum (Arse, actualmente la ciudad de Sagunto). 
Existen indicios sobre la existencia de una calzada romana entre Saguntum (actual Sagunto) y Cesaraugusta (actual ciudad de Zaragoza). Los peregrinos tomaban esa calzada buscando llegar a Santiago alcanzando otras rutas conocidas para llegar a la ciudad santa desde Cesarugusta. Posiblemente se fueron buscando rutas alternativas, más cortas, para enlazar desde Bilbilis (actualmente Calatayud), ciudad por donde pasaba esta calzada romana, con otras rutas y Caminos de Santiago. 
Finalmente se consolidó la ruta que enlaza desde Calatayud por Cervera de la Cañada con la Ruta Jacobea de Soria, sin necesidad de llegar hasta el Camino del Ebro, que pasaba por Zaragoza, que era una ruta mucho más conocida en esa época, pero mucho más larga viniendo desde el sureste.
En 2012 el escritor e investigador Luis Miguel Bona recuperó, señalizó y documentó la ruta, prácticamente olvidada, y publicó la guía "Camino de Santiago. Puerto Sagunto a Burgos (Enlace con el Camino Francés)".

## Etapas
La ruta de 394,89 kilómetros que une el Puerto de Sagunto con el Camino Castellano Aragonés por Soria en Tozalmoro, provincia de Soria, atraviesa las Comunidades Autónomas de Valencia, Aragón y Castilla y León. La Federación Española de Asociaciones de Amigos del Camino de Santiago recomienda hacer esta ruta en 17 etapas:
1. Puerto de Sagunto-Torres Torres [4]21,780 km.
2. Torres Torres-Segorbe [5]19,890 km.
3. Segorbe-Viver [6] 21,240 km.
4. Viver-Barracas [7]18,480 km.
5. Barracas-Sarrión [8]23,790 km.
6. Sarrión-La Puebla de Valverde [9]14,740 km.
7. La Puebla de Valverde-Teruel [10] 29,130 km.
8. Teruel-Cella [11] 21,750 km.
9. Cella-Santa Eulalia del Campo [12]20,040 km.
10. Santa Eulalia-Monreal del Campo [13] 29,810 km.
11. Monreal del Campo-Calamocha [14]16,120 km.
12. Calamocha-Daroca [15]29,270 km.
13. Daroca-Calatayud [16]43,360 km.
14. Calatayud-Cervera de la Cañada[17] 16,430 km.
15. Cervera de la Cañada-Berdejo [18]28,520 km.
16. Berdejo-Almenar de Soria[19]29,670 km
17. Almenar de Soria-Tozalmoro[20]10,870 km.

Algunos grupos de peregrinos reducen a menos etapas esta ruta cuando se hace en bicicleta.